# 칠석
칠석(七夕)은 한국, 일본, 중국, 대만의 민간전설인 견우와 직녀 전설에서 견우와 직녀가 오작교를 건너서 1년에 한 번 만나는 날로, 칠석날로도 불린다. 한국, 중국, 대만은 음력 7월 7일이고, 일본은 양력으로 7월 7일이다.

## 내용
이날은 은하수 동쪽에 있는 견우와 서쪽에 있는 직녀가 까마귀와 까치가 놓은 오작교(烏鵲橋)에서 1년에 한 번 만나는 날이라고 전하여진다. 이날 민간에서는 명절 음식으로 밀국수, 밀전병, 호박부침, 백설기 등을 만들어 먹었다. 처녀들은 견우와 직녀 두 별을 보고 절하며 바느질 솜씨가 늘기를 기원하고, 많은 사람이 이날 밤 견우와 직녀를 소재로 삼아 시를 짓기도 한다.

## 기원
‘칠석’의 명칭이 시경(詩經)에 처음 등장하여, 춘추전국시대 이전부터 존재했음을 알 수 있다. 견우직녀에 관한 전설은 한국, 중국, 일본 모두 비슷하다.

## 전설
옛날 하늘의 목동인 견우(牽牛)와 옥황상제의 손녀인 직녀(織女)가 서로 사랑에 빠져 일은 않고 게으름을 피우자, 화가 난 옥황상제는 그들 두 사람을 은하수 동쪽과 서쪽으로 갈라 놓았다. 두 남녀가 애타게 그리워하는 모습을 보다 못한 까치와 까마귀들이 매년 음력 7월 7일 밤(칠석)이 되면 옥황상제 몰래 하늘로 날아가 서로 머리를 맞대는 다리를 놓아 두 사람을 만나게 해 주었다. 그래서 까치와 까마귀는 모두 머리가 벗겨지고, 이날 저녁에 두사람이 만남을 기뻐하는 눈물이 비가 되어 내리며, 다음날에는 이별을 슬퍼하는 눈물이 비가 되어 내린다고 한다.
베트남의 견우와 직녀에서는 이야기가 조금 다르다. 직녀는 하늘의 공주로, 견우는 땅의 목동으로 나온다. 이들은 사랑에 빠졌는데 사실 무단 연애였고 신들은 매우 화가 나서 이들을 떼어놓고 1년에 한 번 음력 7월 7일에 은하수 다리에서 만나도록 허용했다.

## 한국의 칠석
- 평안남도 대안시 덕흥리의 5세기초 고구려 광개토왕 시대의 고분 안쪽 벽화에 견우와 직녀가 그려졌다.
- 여자들은 직녀성에 바느질 솜씨가 늘기를 빌었다.
- 아이들은 견우와 직녀를 소재로 시를 지었다.
- 옷과 책을 볕에 말린다.
- 칠석날 새벽에는 참외, 오이 등의 1년생 과일을 상에 놓고 절하며 솜씨가 늘기를 빈다.
- 북두칠성에 장수와 복을 빌기도 했다.
- 경상북도 영일에서는 바닷물이 약수가 된다고 여겨 멱을 감는다.
- 칠석날은 신이 내려와서 수확량을 정해준다고 여겨 아침 일찍 들에 나가지 않거나 집안에서 근신한다.
- 민간에서는 명절음식으로 밀국수·호박부침 등을 만들어 먹었다고 한다.

## 절식
- 밀국수
- 밀전병
- 호박부침
- 백설기

## 관련 문화
- 광한루 : 15세기에 남원 광한루에 칠석에서 유래한 오작교가 세워졌다. 춘향전에서는 춘향과 이몽룡이 사랑을 속삭이는 장소로 이 오작교가 등장하였다.광한루(廣寒樓)는 전라북도 남원시에 있는 누각이다. 1963년 1월 21일 대한민국의 보물 제281호로 지정되었다.
- 칠석의 여름 : 칠석 때 열리는 부관육상경기대회에서 만나는 일본인 여학생과 한국인 남학생의 이야기를 담은 영화
- 情人节 : 중국에서는 칠석을 연인의 날(情人节)로 정해 선물을 하거나 데이트를 하는 등 정인(연인)과 함께 보내는 날로 보내기도 한다

## 같이 보기
- 설날
- 단오
- 추석
- 견우직녀
- 베갈타 센다이
- 다비흐 또는 알타이르: 견우성
- 베가: 직녀성

## 참고자료
- 임동권, 《한국세시풍속연구》, 집문당, 1985